# Faričeva kapela, Vidonci
Faričeva kapela v Vidoncih je v Spodnjem dolu ob potoku v Vidoncih  pri Faričevi domačiji, sedaj Vidonci št. 149. Kapela  je privatna in je posvečena v čast Srcu Jezusovemu. Zgrajena je bila leta 1928. Spada pa v župnijo Grad in občino Grad.

## Zgodovina
Takratni gospodar Jožef Farič se je 31. januarja 1894 poročil s Klaro Kular. Pri hiši je bila revščina. Kot mlad gospodar je bil Jožef obenem zidar, tako da je tudi v letih krize dobil delo in s tem zaslužek. Z ženo sta začela širiti posestvo, ko sta kupovala »grunt«. 
Kot zahvala za božji blagoslov, ki je spremljal družino, se je v srcu obeh zakoncev porodila zamisel, naj ob hiši stoji kapela, ki bo posvečena Srcu Jezusovemu. Ta želja se jima je izpolnila, ko sta bila že ostarela, saj je bil gospodar Jožef star že 66 let, njegova žena Klara pa 58 let.
Da se je njuna zamisel lahko uresničila, je veliko pripomogel sin Kalman, ki je naredil marsikatero pot s kolesom,  celo v Maribor na škofijo, ko je skušal dobiti civilno in cerkveno dovoljenje za gradnjo nove kapele pri domačiji. V času dobrih petih mesecev je bila kapela postavljena in izdano tudi dovoljenje za blagoslovitev. 

## Kapela danes
V njej je tudi zvon, ki vabi vsak dan k molitvi angelovega čaščenja ter spremlja pokojnika na zadnji poti. 
Okoli praznika Srca Jezusovega je pri tej kapeli tudi sv. maša (proščenje). Leta 2003 je bila znotraj in zunaj ponovno obnovljena.